# Momodou Sabally
Momodou Sabally (* um 1974 in Banjul) ist ein Wirtschaftswissenschaftler, Politiker und Schriftsteller des westafrikanischen Staates Gambia.

## Leben
Sabally, der Volksgruppe der Mandinka zugehörig, besuchte die St. Peter's Technical High School in Lamin und anschließend die Gambia High School von 1992 bis 1994. Er schloss im Februar 1999 sein Mathematikstudium und einem Nebenfach in Wirtschaftswissenschaften an der Universität von Gambia als Diplom-Mathematiker ab. Er schloss sich der ersten Gruppe von Studenten an, um sich aktiv an der Gestaltung der neu entstehenden Universität des Landes namens Saint Mary’s University Extension Program (UEP) zu beteiligen. Er war Präsident der University Students Association und Mitglied des Exekutivkomitees der Gambia Students Union (GAMSU). Später erwarb er im Jahr 2008 einen Master in Wirtschaftswissenschaften an der Georgia State University.
Nach seiner Tätigkeit ab 1997 im Ministerium für Jugend-, Sport- und Religionsangelegenheiten war Sabally ab Sommer 1999 dann als Ökonom und Statistiker in der Forschungsabteilung der Zentralbank von Gambia angestellt.
Im Jahr 2010 wechselte zum Ministerium für Finanz- und Wirtschaftsangelegenheiten und wurde nationaler Direktor des Staatshaushalts bis zu seiner überraschenden Ernennung zum Minister des Präsidentenamtes und Generalsekretär des Kabinetts sowie Leiter des öffentlichen Dienstes (englisch Secretary General and Head of the Civil Service & Minister for Presidential Affairs) am 10. Juni 2013. Als enger Mitarbeiter von Präsidenten Yahya Jammeh wurde er im Oktober 2013 ebenfalls als Generalsekretär der Alliance for Patriotic Reorientation and Construction (APRC) ernannt.
Als Minister für Präsidialangelegenheiten, warf Sabally im September 2013 den Vereinigten Staaten und Großbritannien vor, eine „schamlose Lügenkampagne“ gegen Gambia zu führen. Auch behauptete er, dass Gambias Menschenrechtsbilanz besser sei, als die von eines dieser beiden Länder und stand den Diaspora-Gambiern sehr kritisch gegenüber, die sich Jammeh widersetzten. Im Juli 2014 wurde Sabally versetzt und zum Minister für Hochschulbildung, Forschung, Wissenschaft und Technology (englisch of Higher Education, Research, Science and Technology) ernannt. Aber sechs Tage später wurde er aus dem Kabinett entlassen und wurde von Beamten des National Intelligence Agency verhaftet. Er verlor auch seine Position bei der APRC. Im August 2014 wurde er der Wirtschaftskriminalität und Amtsmissbrauch beschuldigt. Nach einem langen Prozess vor dem High Court wurde am 29. September 2015 (dem voraussichtlichen Datum des Urteils) die Anklage gegen ihn fallen gelassen, nachdem Präsident Jammeh beschlossen hatte, ihn zu begnadigen. Seine politische Rehabilitation setzte sich fort, als er zum Generaldirektor der Gambia Radio & Television Service (GRTS) und zum Chefredakteur der Zeitung The Daily Observer im November 2015 ernannt wurde. Als Generaldirektor der GRTS wurde er am 8. November 2016 erneut verhaftet
Im September 2019 wurde er wegen seiner Rolle bei der „Beihilfe“ des ehemaligen Präsidenten Yahya Jammeh zu Korruption, Diebstahl und Wirtschaftsverbrechen mit einem lebenslangen Verbot von öffentlichen Ämtern belegt. Die lebenslange Sperre wurde von der gambischen Regierung auf Empfehlung der Janneh Commission verhängt, die 2017 eingerichtet wurde, um Korruption und Wirtschaftsverbrechen des ehemaligen Präsidenten Yahya Jammeh und seiner engen Mitarbeiter zu untersuchen.
Seitdem betätigt er sich als Motivationsredner und Autor und führt ab März 2015 die Sabally's Leadership Academy (SLA) in Banjul.

## Schriftstellerisches Wirken
Neben seiner beruflichen Tätigkeit hat Sabally auch eine tiefe Leidenschaft für das Schreiben. Während seiner Studienzeit begann er, Gedichte und Kurzgeschichten für die Zeitung Daily Observer zu schreiben und auch Sportgeschichten für The Point zu schreiben, wo er viele Geschichten über junge Fußballstars der gambischen Liga veröffentlichte. Er war Präsident der Association of Authors and Writers.
Er veröffentlichte mehrere Bücher, darunter drei Anthologien mit Gedichten.

## Familie
Sabally ist mit der Dichterin, Dokumentarfilmerin und Politikerin Mariama Khan verheiratet und hat mit ihr Kinder.

## Werke
- Jangi Jollof: a Memoir on the Gambia 's First University Programme. Januar 2005.
- Instant Success: Ten keys to personal Achievement. Createspace Independent, 2006, ISBN 978-1-4196-4862-5.
- Homegrown: The Student Experience of a Unique Canada-Africa University Program (Illustrated Edition). AuthorHouse, 2007, ISBN 978-1-4259-8286-7.
- Secrets of the World Champions. Xlibris, 2007, ISBN 978-1-4257-8221-4.
- Strum Your Kora: Conversations With Macky Sall. 29. März 2015.
- Love Notes: INSPIRING PEOMS. 31. März 2015.
- The Way To Happiness: Inspirational Essays. 1. April 2015.
- To The Gambia: The Smiling Coast. 13. April 2015.